# دی‌بنزیل‌پیپرازین
دی‌بنزیل‌پیپرازین (به انگلیسی: Dibenzylpiperazine) با فرمول شیمیایی C۱۸H۲۲N۲ یک ترکیب شیمیایی با شناسه پاب‌کم ۲۰۰۶۰۱ است. که جرم مولی آن ۲۶۶٫۳۸۱ g/mol می‌باشد. شکل ظاهری این ترکیب، در دمای اتاق مایع است.